# Toaplan
Toaplan (яп. 東亜プラン То:а Пуран) — японская компания, разработчик видеоигр. Компания разработала много известных игр в жанре скролл-шутеров для аркадных игровых автоматов и оказала влияние на развитие жанра.
В 1994 году компания была объявлена банкротом. После закрытия компании некоторые её бывшие сотрудники основали новые компании, также ставшие известными разработчиками скролл-шутеров:
- Cave
- 8ing/Raizing
- Gazelle (разработчик Air Gallet и аркадной версии Sailor Moon; обе игры распространялись Banpresto)
- Takumi (разработчик Giga Wing и Mars Matrix)

## Игры
- Batsugun
- Demon's World / Horror Story
- Dogyuun
- Enma Daio (King of Hell)
- Fire Shark / Same! Same! Same!
- Fix Eight
- Flying Shark / Sky Shark / Hishou Zame (издана Taito Corporation)
- Ghox
- Grindstormer / V-5
- Guardian / Get Star (издана Taito Corporation)
- Hellfire
- Jong Kyou (Mahjong Mania)
- Jong Ou (Mahjong King) (издана SNK)
- Knuckle Bash
- Mahjong Sisters
- Musha Aleste: Full Metal Fighter Ellinor (игра разработана Compile, Toaplan выполняла роль издателя в Японии)
- Out Zone
- Performan (издана Data East)
- Pipi & Bibi's / Whoopee!
- Rally Bike / Dash Yarou (издана Taito Corporation)
- Slap Fight / Alcon (издана Taito Corporation)
- Snow Bros
- Snow Bros. 2 / Otenki Paradise
- Teki Paki
- Tiger Heli (издана Taito Corporation)
- Truxton / Tatsujin (издана Taito Corporation)
- Truxton 2 / Tatsujin Oh
- Twin Cobra / Kyukyoku Tiger (издана Taito Corporation)
- Twin Hawk / Daisen Pu (издана Taito Corporation)
- Vimana
- Wardner / Pyros (издана Taito Corporation)
- Zero Wing